# Dagenham Dave
Dagenham Dave è un brano del cantante inglese Morrissey.
Primo singolo tratto dall'album Southpaw Grammar, il disco venne pubblicato il 21 agosto del 1995 dalla RCA e raggiunse la posizione numero 26 della Official Singles Chart.

## Realizzazione
Scritto in collaborazione con il chitarrista Alain Whyte e prodotto da Steve Lillywhite, il brano venne registrato nel marzo del 1995.
La copertina (la terza, nella sua carriera solista, senza una foto del cantante stesso) ritrae Terry Venables, allenatore di calcio (anche della Nazionale inglese) ed ex calciatore britannico, nato a Dagenham. Il videoclip promozionale, diretto da James O'Brien, mostra immagini di Morrissey e di una coppia di fidanzati, in giro per le strade e in un parcheggio sotterraneo.

## Testo
Dagenham è una zona ad est di Londra, conosciuta soprattutto per essere la sede della fabbrica di automobili della Ford, fonte primaria di occupazione del posto. Ed il Dave del testo pare proprio essere un uomo della classe operaia, con un lavoro, una macchina, una donna ed un'amante (I love Karen, I love Sharon on the windowscreen).

## Tracce
- UK 7"

1. Dagenham Dave - 3:15
2. Nobody Loves Us – 4:50

- UK CDs

1. Dagenham Dave - 3:17
2. Nobody Loves Us – 4:51
3. You Must Please Remember – 3:53

## Formazione
- Morrissey – voce
- Alain Whyte - chitarra
- Boz Boorer - chitarra
- Jonny Bridgwood - basso
- Spencer Cobrin - batteria